# Kyle Richards
Kyle Egan Richards (født 11. januar 1969 i Hollywood, Los Angeles) er en amerikansk skuespillerinde og realitystjerne. Hun er bedst kendt som en af husmødrene sammen med sin søster Kim Richards i Bravos The Real Housewives of Beverly Hills.

## Filmografi
- Halloween (1978)
- Halloween II (1981)